# 巴黎-美丽城国立高等建筑学校
巴黎-美丽城国立高等建筑学校（法語：École nationale supérieure d'architecture de Paris-Belleville）是法国巴黎的一所建筑学校。学校隶属于法国文化部，是法国20所公立建筑学校之一。学校位于巴黎美丽城。

## 历史
学校的前身为1969年从巴黎美院分离出的第八建筑教学单位UP8。

## 外部連結
- 官方网站